# Mahá-nikája
A mahá-nikája (thai: มหานิกาย, szó szerinti jelentése: „a nagy gyűjtemény”) a thai buddhizmus két fő szerzetesi rendje közül az egyik. A mahá-nikája, vagy „nagy rend”, a legnagyobb théraváda buddhista rend Thaiföldön. A másik a dhammajuttika rend. Általánosságban az utóbbit ortodoxabbnak tartják.

## Története
1833-ban egy Mongkut névre hallgató szerzetes – később ő lett IV. Ráma thaiföldi király – megalapította a dhammajuttika rendet. Egy évtizeddel később a thai állam létrehozta a mahá-nikáját, amelybe azok az elismert szerzetesek kerültek, akik nem tartoztak a dhammajuttika rendbe. Így az ország legtöbb szerzetese a „nagy rendbe” került, amelynek eredetileg semmilyen sajátságos gyakorlata vagy nézete nem volt. Valójában a Thaiföld területén létező különböző nikáják gyűjtőhelyévé vált ez a rend.
Kambodzsában hasonló a helyzet. A dhammajuttika rendet Thaiföldről importálták 1855-ben, és az ezen kívül rekedt szerzetesek kerültek a mahá-nikájába (khmer: មហានិកាយ mohanikaj). Norodom király a dhammajuttika-nikája élére külön pátriárkát ültetett, és Kambodzsa korábbi nemzeti fő pátriárkája lett a mahá-nikája legfőbb vezetője.
Thaiföldön egyetlen fő pátriárkát neveztek ki a mahá-nikája és a dhammajuttika-nikája élére. Az elmúlt években néhány mahá-nikájához tartozó szerzetes saját pátriárka mellett kampányolt, ugyanis egymás után több éven keresztül az uralkodó által is támogatott dhammajuttika rendből kerültek ki a pátriárkák.